# Tschimediin Saichanbileg

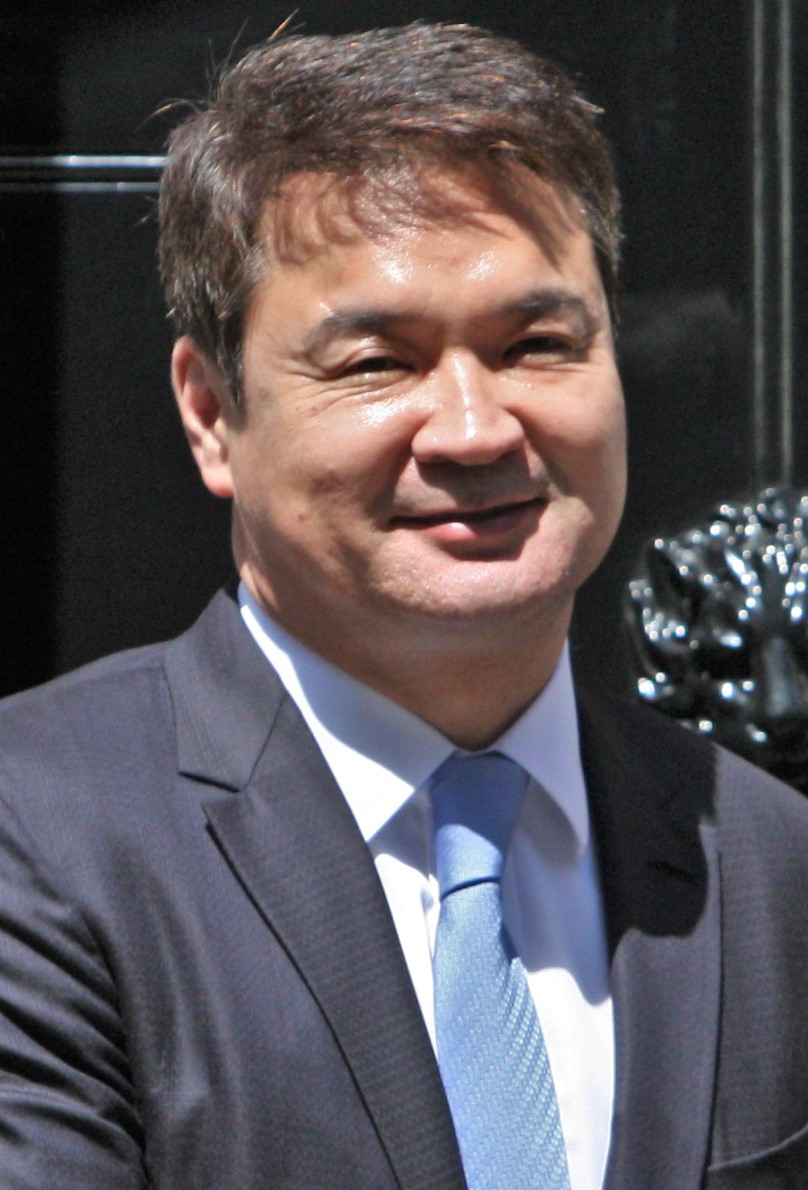
Tschimediin Saichanbileg

Tschimediin Saichanbileg (mongolisch Чимэдийн Сайханбилэг; * 17. Februar 1969 im Dornod-Aimag) ist ein mongolischer Politiker und ehemaliger Premierminister der Mongolei.

## Karriere
Saichanbileg kam über den Mongolischen Jugendverband, wo er von 1997 bis 2002 Präsident war, zur Demokratischen Partei.
Von 2008 bis 2012 war er Fraktionsführer der Demokraten im Parlament. Von 2014 bis 2016 war Saichanbileg Premierminister der Mongolei.